# Carlota García
Carlota García Mendo (Madrid, 19 de febrero de 2000) es una actriz española que se hizo conocida por su papel de Paula Novoa en la serie española El Internado emitida en el canal Antena 3.

## Carrera
Carlota García debutó en la interpretación en el 2000 con tan solo tres meses, en un anuncio de televisión. Con seis años, en 2006, consigue un papel en la serie de televisión Ellas y el sexo débil, interpretando a Luna, la hija del personaje que interpreta Ana Obregón.
En 2007 es seleccionada para interpretar en la serie de Antena 3 El internado el papel de Paula Novoa Pazos, así como el de su madre de niña, Irene Espí, en los frecuentes flashbacks que aparecen en la serie; además del de Eva Wülf, la hija biológica de su abuelo adoptivo, Ritter Wulf. Ese mismo año participa en el programa Menuda Navidad junto a su compañera Denisse Peña y María Isabel, y es nominada a los premios TP de oro.
En 2008 es invitada a El Intermedio y al programa de La Sexta Una cámara en mi casa. En el mismo año posa para la revista Lunnis, junto a Denisse Peña.
En 2015, estrena en el portal de videos Vimeo, la serie Aula de castigo junto a Victor Elías y Leonor Martín.
En 2017 participa en la serie de Televisión Española iFamily, en el papel de Carmen.
También en 2017 participa en la serie de TVE Cuéntame cómo pasó, interpretando un pequeño papel en el capítulo 325.
En 2017 interpreta un pequeño personaje, de un episodio en la serie de RTVE, de las tardes Centro médico, se emitió en la fecha del 6 de junio de 2017. Mismo año en el que su papel cobrará relevancia en la próxima temporada de la exitosa serie televisiva Cuéntame cómo pasó.
En 2018 participa en la obra de teatro Nerón, interpretando a Ligia.

## Filmografía
Televisión:
| Series de Televisión | Series de Televisión  | Series de Televisión                             | Series de Televisión | Series de Televisión |
| Año                  | Título                | Papel                                            | Cadena               | Notas                |
| -------------------- | --------------------- | ------------------------------------------------ | -------------------- | -------------------- |
| 2006                 | Ellas y el sexo débil | Luna                                             | Antena 3             | 3 capítulos          |
| 2007-2010            | El internado          | Paula Novoa Pazos / Irene Espí (Niña) / Eva Wulf | Antena 3             | 71 capítulos         |
| 2014                 | Aula de castigo       | Niña                                             | Vimeo                | 1 capítulo           |
| 2017                 | iFamily               | Karmen                                           | La 1                 | 7 capítulos          |
| 2017                 | Centro médico         | Carla                                            | La 1                 | 1 capítulo           |
| 2017-2018            | Cuéntame cómo pasó    | Mapi                                             | La 1                 | 2 capítulos          |
| 2018                 | La catedral del mar   |                                                  | Antena 3             | 1 capítulo           |
| 2018                 | C.R.A.K.S.            |                                                  | Disney XD            | 1 capítulo           |
| 2020                 | Pioneras              | Jimena                                           | Movistar+            | 1 capítulo           |
| 2021                 | El vecino             | Vendedora de galletas                            | Netflix              | 1 capítulo           |